# زکی نجیب محمود
زکی نجیب محمود (۱ فوریه ۱۹۰۵ م-۸ سپتامبر ۱۹۹۳ میلادی)، فیلسوف، نویسنده وزیر فرهنگ و استاد دانشگاه اهل مصر بود. وی مدیر مسیول مجله الفکر المعاصر بود که در دهه شصت میلادی در مصر منتشر می‌شد. علاقه و دغدغه اون چگونگی رویارویی فرهنگ اسلامی عربی با جهان مدرن و روش بروز رسانی آن بود.

## زندگی
وی در دهکده میت الخلی عبدالله، مرکز زارکا در استان دیمیتا متولد شد و دکترای فلسفه را از دانشگاه لندن به دست آورد.

## فلسفه
دغدغه مرکزی او مثل بسیاری از متفکرین عرب معاصر او ، این بود که چگونه می توان یک جامعه عقب مانده را به یک جامعه پیشرفته تبدیل کرد. از نظر وی ، پاسخ در خلاص شدن از شر تفکر سنتی و جایگزینی آن با تفکر علمی اثبات گرایانه بود. شور و شوق او به اثبات گرایی منطقی اساساً یک حرکت عملی بود. نوشته های وی در مرحله اول زندگی فکریش هیچ انحراف یا انتقادی از این فلسفه را نشان نمی دهد. تلاش او اجرای این ایده در جامعه مصر بود.
در مرحله دوم زندگی فکریش، اعتقاد او به "تفکر علمی" به عنوان یک امر لازم و زیرساختی یکسان باقی ماند اما تحت تاثیر مطالعاتش در زمینه فرهنگ و تاریخ اسلامی به این نتیجه رسید که تقلید صرف بمنزله خودکشی فرهنگی است و آنچه نیاز است  پاسخ به سوال دشوار اصالت و مدرنیته است. به طور خلاصه ، دیدگاه وی این شد که: ما میراث فکری خود را برای دستیابی به مدرنیته رها نمی کنیم ، زیرا این امر نوعی خودکشی فرهنگی خواهد بود ، در عوض ما از بخش منطقی و فکری میراث اسلامی کماکان استفاده می کنیم و آنرا با پیشرفت های معاصر اندیشه علمی و عینی تلفیق میکنیم. وی سعی کرد فلسفه خود را بجای بیان انتزاعی در قالب ادبیات و هنر نیز بیان کند که در برخی آثار او یافت میشود.

## آثار

### فلسفه و منطق
- نظریة المعرفة
- المنطق الوضعی
- خرافة المیتافیزیقا (الطبعة الأولی) ثم أعید تسمیته فی الطبعات اللاحقة إلی موقف من المیتافیزیقا.[۴]
- نحو فلسفة علمیة
- حیاة الفکر فی العالم الجدید
- بیرتراند راسل[۵]
- دیفید هیوم[۶]
- الشرق الفنان
- جابر بن حیان[۷]
- الجبر الذاتی
- قصة عقل
- قصة نفس
- عن الحریة أتحدث
- أسس التفکیر العلمی[۸]
- وجهة نظر[۹] نشر عام ۱۹۶۷
- من زاویة فلسفیة[۱۰] الطبعة الأولی عام ۱۹۷۹

### حیات فکری و سیاسی
- قشور ولباب
- تجدید الفکر العربی
- المعقول واللامعقول فی تراثنا الفکری
- ثقافتنا فی مواجهة العصر
- مجتمع جدید أو الکارثة
- رؤیة إسلامیة
- فی تحدیث الثقافة العربیة
- قیم من التراث
- نافذة علی فلسفة العصر الجزء الأول سنة 1990[۱۱]
- نافذة علی فلسفة العصر الجزء الثانی سنة 2014[۱۲]
- عربی بین ثقافتین الطبعة الأولی سنة 1990[۱۳]
- بذور و جذور[۱۴] الطبعة الأولی سنة ۱۹۹۰م

### ادبی
- جنة العبیط
- شروق من الغرب
- الکومیدیا الأرضیة
- قصة نفس
- أرض الأحلام
- حصاد السنین

### ترجمه
- قصة الحضارة (ترجمة: الدکتور زکی نجیب محمود وآخرین).
- الأغنیاء والفقراء[۱۵] تألیف هربرت جورج ویلز
- محاورات أفلاطون أربع محاورات ترجمة[۱۶]
- المنطق نظریة البحث لجون جون دیوی ترجمة[۱۷]
- تاریخ الفلسفة الغربیة تألیف بیرتراند راسل